# Ericiocyathus
Ericiocyathus is een geslacht van neteldieren uit de klasse van de Anthozoa (bloemdieren).

## Soort
- Ericiocyathus echinatus Cairns & Zibrowius, 1997